# غرام في السيرك (فلم)
غرام في السيرك هو فيلم مصري عرض عام 1960، بطولة إسماعيل ياسين وبرلنتي عبد الحميد، ومن إخراج حسين فوزي.

## قصة الفيلم
تدور أحداث الفيلم حول فلفل الذي يعمل في السيرك، ويتبنى الطفل شطة، يطمع فلفل في الزواج من بهية التي تعمل جرسونة في البوفيه، يعجب بها أيضا حسان أحد لاعبي السيرك فتبادله مشاعره رغم أنه متزوج من إحدى لاعبات السيرك، يسعى فلفل لتحسين حالته. تنتقل بهية لتعمل كبهلوانة في السيرك ويصبح فلفل بالتالي مهرج السيرك والذي يحرز نجاحا كبيرا، يسعى ليستعيد شطة الذي ألحقه بإحدى الملاجئ لحالته المادية الصعبة، ويرفض الملجأ الاستجابة لطلبه لأنه غير متزوج، أخيرا تستجيب بهية لحبه وتتزوجه بعد أن قطعت علاقتها بحسان.

## طاقم التمثيل
- إسماعيل ياسين: (فلفل)
- برلنتي عبد الحميد: (بهية)
- نجوى فؤاد: (وردة)
- فاروق عجرمة: (حسان)
- توفيق الدقن: (مدير السيرك)
- جمالات زايد: (والدة بهية)
- منير الفنجري: (مهرج)
- كامل أنور: (مهرج)
- أحمد فرحات: (الطفل شطة)
- بدر نوفل: (الطبيب)
- حسين إسماعيل: (الشرطي)
- محمد نبيه: (السكير)

## فريق العمل
- إخراج: حسين فوزي
- قصة: عبد الحميد جودة السحار
- سيناريو: حسين فوزي
- حوار: عباس كامل
- مدير التصوير: علي حسن
- مونتاج: أحمد إسماعيل
- موسيقى تصويرية: علي إسماعيل
- إنتاج: عبد الفتاح عامر
- توزيع: عبد الرحيم يزدي
- تأليف الأغاني: إسماعيل الحبروك
- ألحان الأغاني: محمد ضياء الدين